# Покшешты
Покшешть (рум. Pocşeşti) — село в Оргеевском районе Молдавии. Наряду с сёлами Донич и Каменча входит в состав коммуны Донич.

## География
Село расположено на высоте 92 метра над уровнем моря.

## Население
По данным переписи населения 2004 года, в селе Покшешть проживает 100 человек (47 мужчин, 53 женщины).
Этнический состав села:
| Национальность | Число жителей | Процентный состав |
| -------------- | ------------- | ----------------- |
| молдаване      | 100           | 100,0             |
| Всего          | 100           | 100 %             |